# Stenarella domator
Stenarella domator är en stekelart som först beskrevs av Nikolaus Poda von Neuhaus 1761.  Stenarella domator ingår i släktet Stenarella och familjen brokparasitsteklar. Arten är reproducerande i Sverige.

## Underarter
Arten delas in i följande underarter:
- S. d. ensator
- S. d. corsicator
- S. d. cruentator